# Monumento Natural Paleontológico da Alemoa
O Monumento Natural Paleontológico Sanga da Alemoa (abreviado MONAlemoa) é uma unidade de conservação de proteção integral localizada no município de Santa Maria, no estado do Rio Grande do Sul, Brasil. Instituído pela Lei Municipal nº 6.696, de 23 de novembro de 2022, o MONAlemoa abrange uma área de 21,54 hectares e inclui o renomado Sítio Paleontológico Sanga da Alemoa, reconhecido por sua importância científica no estudo de fósseis do período Triássico.
A unidade está registrada no Sistema Estadual de Unidades de Conservação (SEUC) da Secretaria do Meio Ambiente e Infraestrutura do Rio Grande do Sul (SEMA-RS), bem como no Cadastro Nacional de Unidades de Conservação (CNUC) do Ministério do Meio Ambiente.

## Importância da unidade
O Monumento Natural Paleontológico Sanga da Alemoa abriga o mais importante sítio fossilífero do período Triássico no Brasil, com reconhecida relevância científica, geológica, histórica e cultural. A área contém registros fósseis datados de cerca de 233 milhões de anos, incluindo espécies como Staurikosaurus pricei, Saturnalia tupiniquim, Scaphonyx fischeri, Alemoatherium huebneri e Nhandumirim waldsangae, fundamentais para o estudo da origem e diversificação dos dinossauros e outros tetrápodes.
A formação geológica presente na área, que deu origem ao nome do Membro Alemoa da Formação Santa Maria, registra o contato entre diferentes paleoambientes do Triássico Superior e inclui afloramentos também da Formação Caturrita, sendo essencial para pesquisas sobre a evolução dos ecossistemas terrestres. Estudos comparativos apontam correlação com formações fossilíferas da Argentina (Ischigualasto) e da Namíbia (Omingonde), consolidando a região como um marco global da paleontologia.
A relevância da Alemoa já era reconhecida desde o início do século XX, com registros científicos desde 1901. O local foi objeto de diversas iniciativas de proteção, como o tombamento municipal pelo Decreto Executivo nº 017/2008, e posteriormente o reconhecimento como espaço territorial especialmente protegido (Portaria nº 18/SMA/2020). A criação do MONAlemoa, em 2022, consolidou a proteção legal da área, alinhando-se ao Sistema Nacional de Unidades de Conservação (SNUC) e ao Sistema Estadual de Unidades de Conservação (SEUC).
Além do valor científico e geológico, o MONAlemoa possui relevância ambiental e paisagística. Apesar de sua proximidade com áreas urbanizadas, mantém remanescentes significativos de vegetação nativa do bioma Pampa e abriga nascentes e fragmentos florestais que contribuem para a regulação hídrica e preservação da biodiversidade.
No campo sociocultural, o MONAlemoa é reconhecido por sua capacidade de despertar o pertencimento (topofilia) na comunidade do entorno. A Associação de Moradores do Parque do Sol, situada nos limites da unidade, desenvolve ações de recreação e preservação, promovendo o local como "Parque dos Dinossauros". O potencial para o turismo paleontológico e a educação ambiental é elevado, e a expectativa é de que a unidade venha a contar com trilhas interpretativas, centro de visitantes e sinalização temática, fortalecendo a integração entre ciência, conservação e comunidade.

## Criação e objetivos
A unidade de conservação foi criada com os seguintes objetivos:
- Proteger os depósitos fossilíferos do sítio;
- Garantir a continuidade das pesquisas científicas e atividades de ensino;
- Conservar as características geológicas e a geodiversidade local;
- Preservar a biodiversidade associada ao ecossistema;
- Promover ações de educação ambiental e turismo paleontológico;
- Incentivar o sentimento de pertencimento da população em relação ao patrimônio natural e científico.

A legislação também prevê a elaboração de um Plano de Manejo em até cinco anos e a formação de um Conselho Consultivo.

## Localização
O MONAlemoa está situado no bairro KM 3, na zona leste de Santa Maria, às margens da rodovia RS-509 (Faixa Velha de Camobi), entre o trevo do Castelinho e o Parque do Sol. A área abrange afloramentos geológicos da Formação Santa Maria.

## Pesquisadores e técnicos envolvidos
A criação do MONAlemoa envolveu uma articulação técnica e política multidisciplinar, contando com a atuação de profissionais vinculados ao poder público e à comunidade científica:
- Átila Augusto Stock da Rosa: geólogo e professor da Universidade Federal de Santa Maria (UFSM), é um dos principais pesquisadores do Triássico sul-brasileiro. Liderou iniciativas acadêmicas e projetos de extensão que fortaleceram a relevância do sítio da Alemoa e foram decisivos na proposição da unidade de conservação.
- Marina Deon Ferrarese: bióloga e ex-gestora do Parque Natural Municipal dos Morros, atuou de forma decisiva na organização técnica do processo de criação da unidade, estabelecendo conexões entre a prefeitura, universidades e comunidades locais.
- Guilherme Lul da Rocha: geógrafo e ex-secretário municipal de meio ambiente, foi responsável por conduzir o processo institucional e legal da criação do MONAlemoa, promovendo sua inclusão no SEUC e no CNUC, além de coordenar a elaboração do anteprojeto de lei e as articulações políticas.
- Antão Moreira Langendolf: engenheiro agrônomo e ex-técnico do extinto Instituto de Planejamento de Santa Maria (IPLAN), participou de levantamentos técnicos, mapeamentos e diagnósticos territoriais que subsidiaram a delimitação da unidade de conservação.
- Ericks Henrique Testa: geólogo com experiência em paleontologia e gestão de fósseis, atualmente servidor do Instituto do Meio Ambiente de Santa Catarina (IMA), atuou no apoio técnico à definição dos objetivos e do zoneamento da unidade.

## Perspectivas
O MONAlemoa possui grande potencial para o desenvolvimento do turismo científico, da educação ambiental e da valorização cultural. Projetos vinculados à UFSM e à Prefeitura de Santa Maria preveem a instalação de um museu paleontológico, centro de visitantes e trilhas interpretativas conectando os principais pontos fossilíferos do monumento.